# Curcuma kayahensis
Curcuma kayahensis là một loài thực vật có hoa trong họ Gừng. Loài này được Nobuyuki Tanaka và Mu Mu Aung mô tả khoa học đầu tiên năm 2019.
Mẫu định danh số Tanaka et al. 2555 thu thập ngày 20 tháng 8 năm 2017 ở cao độ 925 m, tọa độ 19°40′5″B 97°20′5″Đ / 19,66806°B 97,33472°Đ, gần hang đá vôi Kyat, rừng bảo tồn Kyat Gu, Chikae, ~13 km về phía đông thị trấn Loikaw, huyện Loikaw, bang Kayah, miền đông Myanmar.

## Từ nguyên
Tính từ định danh đề cập đến tên của bang ở đông nam Myanmar, nơi loài này được phát hiện.

## Phân bố
Loài này chỉ được biết đến từ nơi thu mẫu là bang Kayah, Myanmar. Có thể là loài đặc hữu Myanmar. Mọc ở bìa rừng thường xanh nhiệt đới trên đồi đá vôi với Boesenbergia maxwellii.

## Mô tả
Cây thảo có thân rễ, sống lâu năm, cao đến 60 cm. Thân rễ hình trứng hẹp, vỏ màu nâu nhạt, ruột màu trắng kem, mang các củ hình thoi kích thước 1–1,5 cm × 0,6–0,8 cm, vỏ màu nâu nhạt, ruột màu ánh trắng. Chồi lá với 3–4 lá khi ra hoa; thân giả dài 6–7 cm, màu xanh lục, một phần hơi đỏ, gồm các lá bắc bẹ và các bẹ lá; lá bắc bẹ 3–5, màu lục, nhẵn nhụi; bẹ lá màu lục nhạt, mép có lông; lưỡi bẹ dài đến 4 mm, 2 thùy, như màng, màu trắng ánh lục, hơi ánh đỏ, có lông tơ; cuống lá dài 15–20 cm, có rãnh, màu xanh lục nhạt, nhẵn nhụi; phiến lá hơi không đều, hình trứng đến hình elip, 20–40 cm × 10–20 cm, uốn nếp, mặt gần trục màu xanh lục sáng, thưa lông tơ dọc theo gân, thưa tuyến màu trắng bạc nhỏ, mặt xa trục màu xanh xám (màu bạc sáng dưới ánh nắng), nhiều vảy màu trắng bạc bao phủ; gân giữa màu xanh lục, nhẵn nhụi; đáy tù đến gầ hình tim, hơi lệch; đỉnh thu nhỏ dần thành nhọn thon, có lông tơ. Cụm hoa trung tâm; cuống cụm dài 5–6 cm, đường kính đến 7 mm, màu trắng; cành hoa bông thóc dài 4–6 cm, đường kính 4–5 cm ở vị trí rộng nhất, không có mào rõ ràng, gồm 10–20 lá bắc; lá bắc 3,5–4 cm × 1,5–2 cm, hình trứng từ rộng đến hẹp đến hình thoi, màu ánh trắng đến lục nhạt ánh trắng về phía đỉnh, với nhiều vạch dọc, hai mặt nhẵn nhụi, hợp sinh ở phần dưới, đỉnh từ nhọn đến nhọn hẹp, uốn ngược, đối diện 1–2 hoa; xim hoa bọ cạp xoắn ốc; lá bắc con 1 trên mỗi hoa, hình giùi, dài 4–5 mm, nhẵn nhụi. Hoa dài 5–6 cm, thò ra từ lá bắc; đài hoa dài 1,8–2 cm, 3 răng, có vết rạch ở một bên, 8–9 mm, phần dưới rậm lông, phần trên nhẵn nhụi, màu trắng mờ, hơi ánh đỏ ở đỉnh; ống tràng hoa dài 3–3,5 cm, đáy hình trụ hẹp, đỉnh hình phễu, đáy màu ánh vàng, ánh đỏ về phía miệng; thùy tràng lưng 2 cm × 5–6 mm, hình mũi mác đến hình trứng, nhẵn nhụi, đỉnh nhọn; các thùy tràng bên 2–2,2 cm × 5–6 mm, hình mũi mác, đỉnh từ nhọn đến tù, màu đỏ, nhẵn nhụi; cánh môi 2–2,5 cm × 1,7–1,9 cm, hình diều ngược (hình trứng góc cạnh) đến hình thoi, với vết rạch dài 2–4 mm, màu vàng ánh trắng ở gốc, màu vàng ở đỉnh với dải nổi màu vàng tươi chạy qua trung tâm; nhị lép bên 2–2,5 cm × 1,3–1,8 cm, hình thoi không đều, màu vàng da cam, nhạt hơn về phía gốc, hai mặt nhẵn nhụi. Nhị dài 2–2,5 cm; chỉ nhị dài 1–1,3 cm, màu vàng nhạt, rộng 4–5 mm ở gốc, rộng 2–3 mm ở đỉnh, nhẵn nhụi; bao phấn cong nhẹ, hình lưỡi liềm, có cựa, mô liên kết màu vàng đến vàng cam nhạt, nhẵn nhụi, các cựa bao phấn dài 5 mm, song song với đỉnh nhọn, màu vàng, mào bao phấn dài 2,5–3 mm, đỉnh có khía răng cưa, màu vàng; mô vỏ bao phấn dài 7–8 mm, nứt dọc theo toàn bộ chiều dài, phấn hoa màu trắng. Tuyến trên bầu 2, màu vàng kem, dài 5–6 mm, đường kính 0,5 mm, đỉnh hình giùi. Vòi nhụy màu trắng, nhẵn nhụi; đầu nhụy hình đầu, rộng 1 mm, màu vàng kem; lỗ nhỏ có lông rung. Bầu nhụy dài ~3 mm, rộng ~2 mm, 3 ngăn, màu trắng, rậm lông tơ. Quả và hạt không rõ. Ra hoa từ tháng 7-8. Do không nhìn thấy quả nên thời gian tạo quả là chưa xác định.
Về hình thái, loài này tương tự như Curcuma rhomba, nhưng khác ở chỗ ruột thân rễ màu vàng (màu trắng ở C. rhomba), mặt dưới của phiến lá rậm vảy màu trắng bạc (nhẵn nhụi ở C. rhomba), cụm hoa trung tâm (từ gốc ở C. rhomba), các lá bắc màu lục nhạt với gân đỏ (màu đỏ ở C. rhomba), và các hoa có bao phấn hơi cong dài hơn (hình trứng ngược, hình xúc xích ngắn khi nhìn từ bên ở C. rhomba). Ngoài ra, nó cũng tương tự như C. cotuana và C. sahuynhensis.